# Lądek (powiat koniński)
Lądek – wieś w Polsce położona w województwie wielkopolskim, w powiecie konińskim, w gminie Grodziec.
W latach 1975–1998 miejscowość należała administracyjnie do województwa konińskiego.
Na terenie wsi znajduje się Sala Królestwa zboru Świadków Jehowy.